# Melmoth riconciliato
Melmoth riconciliato (Melmoth reconcilié) è un racconto lungo del 1835 di Honoré de Balzac, ispirato al romanzo gotico Melmoth l'errante di Charles Robert Maturin.
In termini letterari la novella è un seguito del libro, nella quale si scopre che Melmoth è sopravvissuto alla sua tremenda fine.

## Trama
Francia, 1835. Nel difficile scenario del mondo finanziario parigino, Castanier, un disonesto cassiere in procinto di fare un grosso colpo e poi fuggire, viene sorpreso dall'arrivo di un oscuro personaggio. Questi è nientemeno che Melmoth l'uomo errante, che coglie l'occasione per proporgli quell'offerta demoniaca che è costretto a fare a tutti i derelitti.
A differenza di ogni singola persona conosciuta da Melmoth, il cassiere accetta immediatamente, ricevendo così tutti i poteri sovrannaturali dell'Uomo Errante. Tuttavia col passare del tempo inizia ad averne abbastanza, ed il mondo, con la conoscenza infinita e lo scioglimento di ogni ostacolo umano (compresi i sentimenti), diventa un posto noioso, tanto più che Castanier sa cosa lo aspetta nell'aldilà.
Il cassiere decide così di cercare Melmoth, ma scopre che l'irlandese è morto come un sant'uomo riconciliato con Dio, e la sua anima è finalmente salva.
A Castanier, così come in passato a Melmoth, non resta che errare per il mondo alla ricerca di una nuova vittima.